# Malacatán
Malacatán – miasto na południowym zachodzie Gwatemali, w departamencie San Marcos. Według danych szacunkowych z 2012 roku liczba mieszkańców wynosiła 22 011 osób. 
Malacatán leży około 47 km na zachód od stolicy departamentu – miasta San Marcos, oraz około 9 kilometrów na wschód od rzeki Suchiate, będąca rzeką graniczną pomiędzy Gwatemalą a meksykańskim stanem Chiapas. 
Leży na wysokości 384 metrów nad poziomem morza, u podnóża gór Sierra Madre de Chiapas, na nizinie Oceanu Spokojnego.
W mieście funkcjonuje klub piłkarski Deportivo Malacateco. Swoje mecze rozgrywa na lokalnym obiekcie Estadio Santa Lucía.

## Gmina Malacatán
Miasto jest także siedzibą władz gminy o tej samej nazwie, która jest jedną z dwudziestu dziewięciu gmin w departamencie. W 2012 roku gmina liczyła 41 715 mieszkańców. Gmina jak na warunki Gwatemali jest średniej wielkości, a jej powierzchnia obejmuje 204 km². Mieszkańcy gminy utrzymują się głównie z rolnictwa oraz z handlu z niedaleko położonymi miejscowościami meksykańskimi. W rolnictwie dominuje uprawa kawy, kukurydzy, ryżu, fasoli, trzciny cukrowej, jukki, batatów, malangi, szczawika oraz wielu  drzew owocowych.